# Невиност (албум)
Невиност је трећи студијски албум новосадске групе Лабораторија звука. Албум садржи 12 песама од којих је део наново сниман. Овај албум је екранизован спотовима свих песама. Албум је изашао 1986. године у издању Југотона.

## О албуму
Део песама са овог албума су изашли као синглови ранијих година од тога:
- Скакавац јој заш'о у рукавац
- Девица
- Још овај пут

За песме Девица и Још овај пут су такође снимани спотови ранијих година.

## Листа песама
Аутор(и) свих текстова и песама: Младен Вранешевић и Предраг Вранешевић. 
| №   | Назив                        | Трајање |  |
| 1.  | Дај ми буги, дам ти вуги     | 3:09    |  |
| 2.  | Игра                         | 3:54    |  |
| 3.  | Мала моја, ал је параноја    | 2:21    |  |
| 4.  | Шетња                        | 3:37    |  |
| 5.  | Растанак                     | 3:42    |  |
| 6.  | Милице - Милице              | 2:41    |  |
| 7.  | Вили - Вили                  | 2:33    |  |
| 8.  | Откуцавање                   | 4:17    |  |
| 9.  | Дишем                        | 3:09    |  |
| 10. | Девица                       | 3:06    |  |
| 11. | Још овај пут                 | 3:14    |  |
| 12. | Скакавац јој заш'о у рукавац | 2:55    |  |

## Постава
- Бубњеви: Иван Ферце Фирчи
- Бас гитаре: Ђорђе Урбан, Стојан Јовановић
- Гитаре: Зоран Булатовић, Зоран Малетић
- Клавијатуре: Сенад Јашаревић